# 印度尼西亚国家象征
印度尼西亚国家象征是代表印尼的符号，可以代表印尼此国家、印尼人民、文化、艺术及其生物多样性。印尼的官方象征獲印尼官方认可，并由印尼法律制定，包括鹰航、印尼國旗、印尼國歌和印尼语。
除了官方国家象征外，还有其他被广泛认可和接受代表印尼的象征，但不一定有相關的印尼法律。一些以前未得到官方认可且未通过法律制定的标志，最终通过法律法令获得了官方认可，例如1993年通过法律执行的印尼国家动植物标志。

## 官方国家象征

印尼國徽

代表印尼共和国的官方象征，通常展示在印尼官方机构建筑物、印尼大使馆、印尼护照上，或由印尼代表在外交或体育赛事等国际活动中展示。这些国家象征通过印尼法律执行。1945年印尼宪法第十五章规定了印尼国旗、官方语言、国徽和国歌。2009年第24号印尼法律规定了印尼国旗、印尼语、印尼国徽和印尼国歌。

### 国徽
印尼的国徽是一种类似鹰或隼的鸟，其名称源自印度教主要神祇之一毗湿奴的坐骑——迦楼罗（又称金翅鳥），在20世纪50年代设计并得到正式认可。其羽毛代表着印尼独立日的日期，即1945年8月17日：左右翼共计有17根羽毛、尾部羽毛共有8根、颈部羽毛共有45根。胸前有盾牌、腿上握着卷轴。盾牌上的五个徽章象征着印尼国家哲学的五项原则——潘查希拉。其爪子紧握着一条白色丝带卷轴，上面用黑色文字刻有国家格言，大致可译为“多元一体”。該徽章是由坤甸苏丹哈米德二世 (Sultan Hamid II)设计，并由苏加诺监督。

### 國家格言
Bhinneka Tunggal Ika是印尼官方国家座右铭，在古爪哇语中意为“多元化中的统一”。它被镌刻在国徽上（写在金翅鳥爪子紧握的卷轴上），并在印尼宪法第36A条中被特别提及。
其出處是古爪哇诗歌《Kakawin Sutasoma》，该诗由Mpu Tantular在14世纪滿者伯夷帝国统治期间创作。《Kakawin Sutasoma》包含以韵律写成的史诗。这首诗之所以引人注目，是因为它提倡印度教徒（湿婆派）和佛教徒之间的宽容。 

### 国旗
印尼国旗在印尼语中被称为Sang Merah Putih（红白相间），其原型是13世纪东位於东爪哇的满者伯夷帝国的旗帜。于1945年8月17日在印尼独立日仪式上公开亮相并升起，此後並未修改。

### 印尼国歌
伟大的印度尼西亚是印尼国歌，由作曲家瓦吉·鲁道夫·苏普拉特曼（Wage Rudolf Supratman）于1928年10月28日在巴达维亚举行的第二届印尼青年代表大会上推出。这首歌标志着印尼全群岛民族主义运动的诞生，支持由一个“印度尼西亚”继承荷属东印度群岛，而不是分裂成几个殖民地。

### 印尼語言
印度尼西亚语是印尼官方语言，作为国家认同、民族自豪和印尼各民族的统一语言，也是印尼各省和印尼不同区域文化之间交流的媒介。 

### 印尼国花
象征印度尼西亚的花卉有三类（在 1990 年世界环境日被选出）：
- 国花：茉莉花[7]
- 魅力之花：南洋白花蝴蝶兰[8]
- 稀有花卉：阿諾爾特大花草。有時，巨花魔芋也被一起視為稀有花卉。

### 国家动物
代表印度尼西亚的动物屬於印度尼西亚特有的动物，反映了印度尼西亚的生物多样性。如今，有三种动物已成为印度尼西亚的动物象征：
- 国家动物：科莫多巨蜥
- 稀有动物，也是国鸟：爪哇鹰雕
- 魅力动物：亚洲龙鱼

除了国家动物象征外，印度尼西亚的各个省份也有其代表動物。

## 非官方国家象征
除了正式代表印度尼西亚并通过法律設立的国家象征外，还有一些被广泛接受、代表印度尼西亚的符号或图标。它可能源自印尼的纪念碑、印尼的著名建筑地标，也可能來自印尼的流行文化。

### 國家化身
Ibu Pertiwi（中文：大地之母）是印度尼西亚的国家化身，是印尼爱国歌曲和诗歌中的一个流行主题，在其中多首歌曲和诗歌中被提及，例如歌曲“Ibu Pertiwi”和“Indonesia Pusaka”。在国歌“伟大的印度尼西亚”中，歌词“Jadi pandu ibuku” （“成为我母亲的向导”）指的是Ibu Pertiwi是印尼人民的母亲。

### 努山塔拉（印度尼西亚群岛）
“Nusantara”是印尼语，意为印度尼西亚群岛。 它源于古爪哇语“Nusa”和“Antara”，前者字面意思是岛屿，後者意思是“之间”。因印度尼西亚群岛位于两大洲（亚洲和澳大利亚）和两大洋（太平洋和印度洋）之间，故而得名。 

### 纪念建築物
婆罗浮屠是著名的地标和紀念建築物之一，被認為是国家象征。它是重要的建筑奇迹，也是联合国教科文组织认定的世界遗产。至於近代，代表印尼民族的纪念碑是位于雅加达市中心的纪念碑，尽管今天它更多地与首都雅加达联系在一起。普兰巴南的其他古庙也可被用作国家象征。
其他经常用来描述印度尼西亚的乡土建筑特色是巴厘岛寺庙的宝塔式多层梅鲁屋顶，以及米南加保的Rumah Gadang和托拉查的Tongkonan等传统房屋。

### 國家文化
一些印度尼西亚的传统文化、艺术品、艺术形式和传统经常被广泛认可和推广，以代表印度尼西亚。一些流行的印尼艺术形式包括巴厘岛舞蹈、Angklung、Wayang、甘美蘭和印尼克里斯劍。

### 國家服装
蜡染、可巴雅和Songket是最受广泛认可的印尼服装。这些传统服饰源自印尼文化和印尼传统纺织传统，人們會在官方的国家活动以及传统仪式上穿着。最明显的印尼民族服饰展示是印尼总统和第一夫人所穿的服装，以及印尼外交官员在晚宴上所穿的服装。参加印尼传统婚礼的宾客也会穿着印尼的民族服装。

### 国菜
对于印尼这样一个文化和民族多元化的国家来说，国菜不仅仅是印尼炒飯 Karedok 或加多加多等食物。其他諸如沙嗲和Soto（印尼湯）等也是印尼菜的典型代表。这两道菜都有多种变化和食谱，在印尼各地廣受歡迎。